# Canis-Major-Zwerggalaxie
Die Canis-Major-Zwerggalaxie im Sternbild Großer Hund (lateinisch Canis Major) ist nach dem heutigen Stand der Forschung die nächste Nachbargalaxie der Milchstraße. Sie befindet sich in einem Abstand von 42.000 Lichtjahren vom Zentrum der Milchstraße; das sind nur etwa 80 Prozent des Abstandes der Sagittarius-Zwerggalaxie, die vor der Entdeckung der Canis-Major-Galaxie als nächster Nachbar der Milchstraße galt.
Die Canis-Major-Zwerggalaxie liegt vom Sonnensystem etwa 25.000 Lichtjahre entfernt. Das Sonnensystem liegt der Canis-Major-Zwerggalaxie somit knapp näher als dem Zentrum der Milchstraße (ca. 27.000 Lichtjahre).

## Astronomischer Kontext
Die Anzahl der Einzelsterne in dieser Galaxie wird auf etwa eine Milliarde geschätzt. Ihr Kern hat eine elliptische Form, die Galaxie als Ganzes wird aber als irreguläre Galaxie kategorisiert. Sie liegt praktisch direkt in der galaktischen Ebene.
Vergleicht man den Abstand der Galaxie vom Zentrum der Milchstraße mit dem Radius der Milchstraße, so stellt man fest, dass sie sich praktisch innerhalb der äußeren Teile der Milchstraße befindet. Die Gezeitenkräfte, die die Milchstraße auf diese Zwerggalaxie ausübt, sind daher extrem hoch, und tatsächlich scheint die Canis-Major-Galaxie im Prozess der Auflösung zu sein und wurde bereits deutlich deformiert.

## Entdeckung

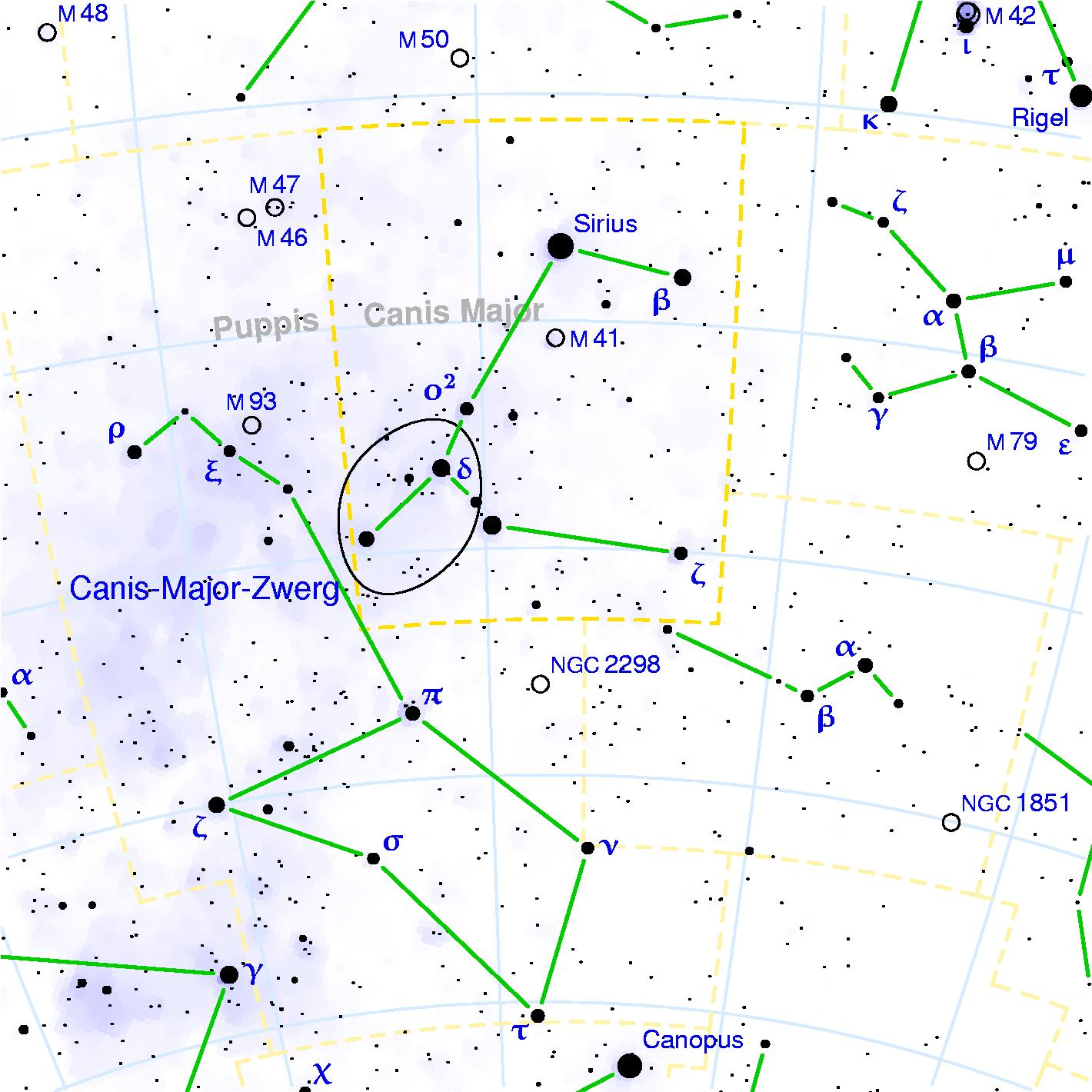
Position der Canis-Major-Zwerggalaxie (schwarze Umrandung) im Sternbild Großer Hund

Durch ihre Lage in der galaktischen Ebene blieb die Galaxie bis ins Jahr 2003 unentdeckt, zum einen, da die interstellare Materie den Blick auf die Galaxie blockiert, zum anderen, da sie nur schwer von der Milchstraße selbst zu unterscheiden ist. Die Entdeckung erfolgte durch ein internationales Team im Rahmen des Two Micron All Sky Survey, der im Infrarotbereich durchgeführt wurde, in dem die interstellare Materie durchsichtiger ist als im optischen Bereich.

### Verbundene Phänomene
Im Gefolge der Entdeckung der Canis-Major-Galaxie konnten zudem andere merkwürdige Begebenheiten im Umfeld des Sternbildes Großer Hund, die zum Teil schon seit geraumer Zeit bekannt waren, mit dieser Galaxie und ihren Auflösungserscheinungen in Zusammenhang gebracht werden.
- Eine seltsame Häufung von Kugelsternhaufen in einem Bereich des Himmels, in dem sich ansonsten sehr wenige derartige Haufen befinden. Darunter befinden sich die seit langem bekannten Objekte  M79,  NGC 1851, NGC 2298 und NGC 2808, die allesamt wahrscheinlich Teil des ehemaligen Kugelsternhaufensystems der Zwerggalaxie waren.
- Eine übergroße Dichte an Riesensternen des Spektraltyps M, die ebenfalls im Rahmen des Two-Micron All Sky Survey entdeckt wurde. Diese überschüssigen Sterne scheinen aus der Zwerggalaxie zu stammen, die einen hohen Anteil an roten Riesensternen besitzt.
- Ein langes Filament aus Sternen entlang des Orbits der Zwerggalaxie, das im Rahmen des Sloan Digital Sky Survey im Jahre 2001 entdeckt worden war, den Namen Monoceros-Ring erhielt und sich bis zu dreimal um die Milchstraße windet.
- Einige offene Sternhaufen, darunter Dol 25, H 18 und AM 2, die eventuell durch die Gezeitenwirkung der Zwerggalaxie auf das interstellare Gas der Milchstraße in diesem Gebiet entstanden sein könnten.

## Alternative Deutung
In der astronomischen Forschung ist auch von der Canis Major Overdensity die Rede, da es trotz starker Hinweise derzeit noch nicht als gesichert gelten kann, ob die beobachteten Häufungen tatsächlich durch eine eigene Galaxie zustande kommen oder der Milchstraße selbst zuzuschreiben sind.